# Birken-Blättereule
Die Birken-Blättereule (Polia hepatica), auch als Heidelbeer-Garteneule oder Beerstrauch-Blättereule bezeichnet, ist ein Schmetterling (Nachtfalter) aus der Familie der Eulenfalter (Noctuidae).

## Merkmale

### Falter
Die Flügelspannweite der Falter beträgt 39 bis 47 Millimeter. Arttypisch ist die silbergraue bis bläulichgraue Grundfarbe der Vorderflügel. Zapfen-, Nieren- und Ringmakel heben sich deutlich ab und sind jeweils dunkelbraun umrandet. Die innere Querlinie ist doppelt ausgebildet. Das Feld zwischen Nieren- und Ringmakel ist meist intensiv braun gefärbt und reicht bis zum Vorderrand. Zwischen Wellenlinie und Außenrand sind am Innenwinkel sowie in der Mitte jeweils markante braune Flecke erkennbar. Die Hinterflügel zeigen eine graubraune Färbung.

### Raupe
Junge Raupen sind zunächst rötlich gefärbt und ändern ihre Farbe mit zunehmender Entwicklung in ockerbräunlich. Auf dem Rücken sind eine Reihe dunkler Rautenflecke erkennbar, die von der helleren Rückenlinie durchschnitten werden. Die Seitenlinien sind schwärzlich gefärbt.

### Ähnliche Arten
Die Art ähnelt grau gefärbten Formen der Hauhechel-Blättereule (Polia bombycina) sowie der Waldstauden-Blättereule (Polia nebulosa), denen jedoch weitestgehend die markanten braunen Zeichnungselemente fehlen.

## Geographische Verbreitung und Lebensraum
Die Art ist in den gemäßigten Klimazonen Europas und Asiens bis nach Ostasien weit verbreitet, fehlt jedoch im nördlichsten Fennoskandinavien sowie im Süden der Iberischen Halbinsel, Italiens und Griechenlands. Ebenso fehlt sie in Japan. Hauptlebensraum sind Birkenmoore, Heidelbeerwälder und feuchte Wiesentäler.

## Lebensweise
Die nachtaktiven Falter fliegen von Ende Mai bis Anfang August in einer Generation und besuchen gerne künstliche Lichtquellen sowie Köder. Die Raupen leben ab August. Sie ernähren sich bevorzugt von den Blättern von Heidelbeer- (Vaccinium), Brombeer- (Rubus) oder Birkenarten (Betula), überwintern und verpuppen sich im Mai des folgenden Jahres.

## Gefährdung
In Deutschland ist die Birken-Blättereule zwar verbreitet, aber lokal und meist einzeln anzutreffen. Auf der Roten Liste gefährdeter Arten wird sie in Kategorie V (auf der Vorwarnliste) geführt.